# Tifone (torpilleur)
Le Tifone (fanion « TF ») était un torpilleur italien de la classe Ciclone lancé en 1942 pour la Marine royale italienne (en italien : Regia Marina). 

## Construction et mise en service
Le Tifone est construit par le chantier naval Cantieri Riuniti dell'Adriatico (CRDA) de Trieste en Italie, et mis sur cale le 17 juin 1941. Il est lancé le 31 mars 1942 et est achevé et mis en service le 11 juillet 1942. Il est commissionné le même jour dans la Regia Marina.

## Histoire du service
Unité moderne de la classe Ciclone, conçue spécifiquement pour l'escorte des convois le long des routes périlleuses vers l'Afrique du Nord, le torpilleur Tifone est entré en service à la fin de 1942 et a été intensivement employé dans des tâches d'escorte le long des routes entre l'Italie, la Libye et la Tunisie.
Le 16 avril 1943, le Tifone escorte, avec les torpilleurs Climene, Cigno et Cassiopea, le navire à moteur Belluno en direction de la Tunisie, lorsque le convoi est attaqué, au sud-ouest de Marsala, par les destroyers britanniques HMS Paladin (G69) et HMS Pakenham (G06). Tandis que le Cigno et le Cassiopea affrontent les deux navires ennemis (le Cigno coule et le Cassiopea est fortement endommagé, tandis que les deux destroyers britanniques sont fortement endommagés et que le Pakenham est finalement contraint de se saborder en raison de la gravité des dégâts), le Climene et le Tifone s'éloignent en escortant le Belluno indemne jusqu'à sa destination.
Le 3 mai 1943, le Tifone quitte Trapani pour escorter le navire à moteur Belluno vers Tunis . C'est le dernier convoi de l'Axe qui réussit à atteindre la Tunisie, alors proche de la chute, arrivant en fait à Tunis le 4 mai. 

Le 6 mai, cependant, le Tifone est attaqué par des avions anglo-américains près de La Goulette et, lourdement endommagé, il s'échoue pour l'empêcher de couler (le Belluno subit le même sort). Le lendemain, le Tifone est à nouveau touché. Ce même jour, étant alors proche de la chute de Tunis aux mains des troupes alliées, l'équipage du Tifone coule le navire pour éviter sa capture. Le torpilleur gîte sur le côté bâbord et coule dans les eaux devant la ville de Korbus, laissant émerger une partie du côté tribord, l'armement et les superstructures,.

### Commandement
Commandants
- Lieutenant de vaisseau (Tenente di vascello) Luigi Bortone (né à Caserte le 19 juillet 1911) (juillet - décembre 1942)
- Capitaine de corvette (Capitano di corvetta) Stefano Baccarini (né à Venise le 9 septembre 1910) (décembre 1942 - 7 mai 1943)

Commandant en second
- Lieutenant de vaisseau (Tenente di vascello di complemento) Filiberto Sturlese (né le 15 décembre 1904) (juillet - décembre 1942)
- Sous-lieutenant (Sottotenenete di vascello di complemento) Antonino Sanfilippo (né le 9 octobre 1898) (janvier - avril 1943)
- Lieutenant de vaisseau (Tenente di vascello) Augusto Fiani (avril - 7 mai 1943)